# San Lucas kommun, Honduras
San Lucas är en kommun i Honduras.   Den ligger i departementet El Paraíso, i den södra delen av landet, 50 km sydost om huvudstaden Tegucigalpa. Antalet invånare är 6 849. Arean är 123 kvadratkilometer.
Terrängen i San Lucas är huvudsakligen kuperad, men västerut är den bergig.